# Format (czasopismo)
Format – kwartalnik artystyczny, zajmujący się współczesną sztuką wizualną.

## Historia
Pismo jest wydawane od 1991 roku przez Akademię Sztuk Pięknych im. Eugeniusza Gepperta we Wrocławiu z inicjatywy ówczesnego adiunkta dr Andrzeja Saja. O ile pierwszy numer był poświęcony sprawom uczelnianym, kolejne prezentowały krajową twórczość zarówno z  malarstwa, rzeźby, rysunku jak i grafiki. 
Problematyka poruszana w czasopiśmie jest zwrócona w stronę eksperymentu i plastycznej awangardy. Stałe działy: Tematy (artykuły o teoretycznym charakterze), Postawy (wywiady z artystami i prezentacje ich sylwetek), Kontakty (szersze omówienia wydarzeń zagranicznych oraz wywiady z twórcami), Konteksty i Relacje. 
W 2011 roku, gdy pismo obchodziło 20-lecie ukazał się numer

## Redaktorzy naczelni
- Andrzej Saj (1991–2021)[1]
- Alicja Klimczak-Dobrzaniecka (od 2022)[2]